# 최운해
최운해(崔雲海, 1347년 - 1404년)은 고려말, 조선초기의 무신이다. 본관 통천(通川)이며 자는 호보(浩甫), 시호 양장(襄莊). 고려말 충근좌명공신이며, 조선의 개국원종공신(開國原從功臣)이다.

## 생애
1347년 고려 충목왕 3년에 경남 창원시 북면 내곡리에서 부친 평장사 최록과 어머니 평창이씨 사이에 장자로 출생하였다. 아버지인 최록은 호군으로서 중국 고우전투에서 최영 등과 함께 전공을 세웠다. 어려서부터 용모와 자태가 비범하고 지혜와 용맹이 출중하였다.

### 고려조
1366년 19세인 공민왕 15년에 부친 최록 장군의 전공(戰功)으로 인하여 음보(蔭補)로써 충용위산원(忠勇衛散員)에 임명되었다.
1367년 공민왕 16년, 20세에 정경부인 창원이씨와 혼인하였고, 1376년에는 장자 윤덕이 태어났다. 여러 벼슬을 거쳐서 1382년에 전공총랑(典工摠郎)에 올랐다
1385년에 충주병마사로 왜구를 격퇴하였고 이어서 영주, 순흥등처조전병마사와 겸 경상도 병선도관영사로 왜구를 토벌하였다. 특히 적이 약탈해간 소, 말 등 재물을 누차 탈환하여 주민들에게 돌려주며, 궁핍한 백성들을 한곳에 모아 큰 솥에 죽을 끓여 기아를 구제하니 모두가 그 덕을 칭송했다.
1386년 전법판서(典法判書)가 되었으며 원주, 충주, 단양, 제천 조전병마사로 왜구를 토벌하고, 1387년 충주목사를 지냈다.
1388년 왜적이 전라도에 침입하여 전주목사 임명되었고, 재임할 때 최영 장군이 이끄는 북벌에 전라도부원수로 조민수군단에 배속되어 참전하였다.
위화도회군 이후에 밀직부사에 올랐으며 충근좌명공신(忠勤佐命功臣)이라는 호를 받았다. 도순문사를 지내고,
1391년 공양왕 2년에 양광도 광주등처 도절제사 겸 판광주목사가 되어 왜적을 토벌하였다. 1392년에 문하평리가 되었다.

### 조선조
1392년 조선이 개국되면서 개국원종공신이 되었고,이듬해에 양광도 도절제사가 되었다.
1396년 지중추원사로 경상도 도절제사일 때 장자 윤덕과 같이 출전하여 경북 영해에서 왜구를 대파하고 지중추부사가 되었다. 이때 태종이 윤덕을 불러서 면담하고 능히 인재를 얻었노라 크게 칭찬한 후에 즉시 훈련관 부사직에 임명하였다.
이듬해인 1397년 전 해에 경북 영해에서 항복했던 왜구들이 지울주사 이은 등을 납치해 간 사건이 폭로되면서 안변 진명포에 유배를 간 이후에 청해도수군에 충군되었다.
1398년 태조 7년에 외적을 막을 장수가 없다 하여 사면되었으며, 1399년 정종1년에 전라도 도절제사로 왜구를 방어하였다.
1400년에 참판삼군부사로 예문관학사 송제대와 함께 남경에 정사로 다녀오다가 서원군에서 근수하는 사람을 먹이지 않았다 하여 군수 박희무를 구타하였는데 이일로 인해 음죽으로 귀양을 갔다가 태종 1년에 사면되었다.
1402년 태종2년에 이성도병마사 겸 서북면순문사로 여진족을 방어하고 조사의의 난을 평정하였다. 또한 함흥에 칩거하고 있던 태조를 시위하고 왔다. 이후에 참판승추부사 겸 판내자시사가 되었다.
1404년 태종4년 7월 9일 향년 58세에 졸하니, 태종이 애통하여 3일간 정무를 정지하고 파주군 주내읍 반용산에 예장하였다. 아들 넷을 두었는데 세종대에 좌의정을 지낸 정렬공 최윤덕, 최윤복, 최윤온, 최윤례이다.

### 사후
1405년인 태종5년에 공으로 인하여 나라의 예장과 증시법을 최초로 정하고, 6년에 시호를 양장이라 내리니,
[국가에 공이 있음을 양 이라 하고, 백성에 엄경한 것이 장]이라 하다.
세종16년에 영의정에 추증되었다.

## 가계
- 조 : 최만(평장사,호 강사당)
  - 부 : 최록(대의공신-고려)
  - 모 : 평창 이씨
    - 정실 : 창원 이씨
    - 후실 : 안동 권씨
      - 자 : 최윤덕, 최윤복, 최윤온, 최윤례
        - 손 : 최숙손, 최경손, 최광손, 최영손(단종충신단 배향), 최대생, 최교, 최영, 최언

## 연관인물
- 최탁(최운해의 5대조, 호부상서,상장군-인종)
- 공민왕
- 최영
- 조선 태조
- 조선 태종
- 양촌 권근
- 조민수
- 권희달
- 간이당 최립(최윤복 후손)
- 최산정(최윤온 후손)

## 같이 보기
- 위화도회군
- 함흥차사
- 조사의의 난